# Youl Mawéné
Youl Mawéné, né le 16 juillet 1979 à Caen, est un footballeur français, professionnel de 1999 à 2013. Il est défenseur.

## Biographie
Youl Mawéné est formé et commence sa carrière professionnelle au RC Lens, où il ne joue que très peu de matchs. Cependant, il profite d'une multitude d'absences pour disputer, associé en défense centrale à Ferdinand Coly, une demi-finale aller de la Coupe UEFA 1999-2000 sur le terrain d'Arsenal. La rencontre commence très mal, avec un but de Bergkamp dès la deuxième minute, mais Lens ne s'incline que par un but à zéro. 
À l'été 2000, Mawéné rejoint Derby County, qui l'achète pour 500 000 livres. Le 30 décembre 2000, il dispute son premier match de Premier League face à Southampton. Il joue 60 matchs pour les Rams, marquant même un but (le 17 novembre 2001). Lors de la saison 2003-04, il est même sacré joueur de la saison par les supporters de Derby. 
En 2004, alors que son contrat est arrivé à son terme, Youl Mawéné fait un essai comprenant trois matches amicaux avec Wolverhampton Wanderers. Il signe finalement à Preston North End, club de haut de tableau de deuxième division. Le 7 août 2004, il fait ses débuts avec Preston en championnat, contre Watford, et il marque son premier but le 19 novembre. Titulaire indiscutable pour sa première saison, il forme un duo solide avec Chris Lucketti, et il est nommé meilleur joueur du club. Lors de la saison 2005-06, il garde sa place en défense, cette fois-ci avec Claude Davis, et atteint la finale des play-offs pour la deuxième fois de suite.
Pour sa troisième saison au club, il se blesse lourdement lors de la période d'avant-saison, lors d'un match disputé à Deepdale contre Manchester United, et rate toute la saison 2006-07. En juin 2007, il fait son retour dans l'équipe première, ponctué par des suspensions et un bref passage sur le banc de touche avant la trêve hivernale.
Après six saisons à Preston, toutes en deuxième division, il connaîtra encore trois clubs, chacun pendant une saison. En 2010 il part pour la Grèce, au Panserraikos. En 2011 il découvre le championnat écossais avec Aberdeen, qui fait une saison médiocre avec une neuvième place. Enfin en 2012 il part à Fleetwood Town en quatrième division anglaise. Une blessure le décide à mettre fin à sa carrière pour devenir préparateur physique au sein de ce club.